# Malpighia wrightiana
Malpighia wrightiana är en tvåhjärtbladig växtart som beskrevs av Acuna och Roig. Malpighia wrightiana ingår i släktet Malpighia och familjen Malpighiaceae. Inga underarter finns listade i Catalogue of Life.